# Rickling (Niemcy)
Rickling – gmina w Niemczech w kraju związkowym Szlezwik-Holsztyn, w powiecie Segeberg, wchodzi w skład urzędu Boostedt-Rickling.